# روی راموس
روی راموس (به انگلیسی: Ruy Ramos) بازیکن فوتبال اهل ژاپن و عضو تیم ملی فوتبال ژاپن است که در تاریخ ۲۶ سپتامبر ۱۹۹۰ میلادی اولین بازی ملی‌اش را انجام داد. او در ۳۲ بازی ملی حضور داشت و آخرین بازی ملی خود را در تاریخ ۹ اوت ۱۹۹۵ میلادی انجام داد. روی راموس در بازی‌های ملی‌اش
۱ گل به ثمر رساند.